# Athemus nigroverticaloides
Athemus nigroverticaloides es una especie de coleóptero de la familia Cantharidae. El nombre científico de la especie fue publicado por Wittmer en 1997.

## Distribución geográfica
Habita en Vietnam.